# Jógvan Justinusson
Jógvan Justinusson var fra 1629 til 1654 lagmand på Færøerne.
Justinusson var bonde og kom fra Hattarvík på Fugloy. Før han blev lagmand, var han gennem mange år medlem (tingmand) af det færøske lagting. Han var svigerfar til sin efterfølger Jógvan Poulsen.